# Подростки мутанты ниндзя черепашки. Тайная история клана Фут
«Подростки мутанты ниндзя черепашки. Тайная история клана Фут» (англ. Teenage Mutant Ninja Turtles: The Secret History of the Foot Clan) — ограниченная серия комиксов, состоящая из 4 выпусков, которую в 2013 году издавала компания IDW Publishing.

## Синопсис
Первый выпуск повествует о ранее неизвестной истории про основателя клана Фут.

### Выпуски
| № | Дата выхода     | Оценка на Comic Book Roundup   |
| - | --------------- | ------------------------------ |
| 1 | 9 января 2013   | 8,5 из 10 на основе 6 рецензий |
| 2 | 23 января 2013  | 8,5 из 10 на основе 4 рецензий |
| 3 | 27 февраля 2013 | 9,1 из 10 на основе 6 рецензий |
| 4 | 20 марта 2013   | 8,5 из 10 на основе 6 рецензий |

### Сборники
| Название                                                                        | Тип              | Дата выхода    | Собранный материал                                                 | Кол-во страниц | ISBN                       |
| ------------------------------------------------------------------------------- | ---------------- | -------------- | ------------------------------------------------------------------ | -------------- | -------------------------- |
| Teenage Mutant Ninja Turtles: Secret History of the Foot Clan                   | Мягкая обложка   | 25 июня 2013   | Teenage Mutant Ninja Turtles: Secret History of the Foot Clan #1-4 | 104            | 978-1613776094, 1613776098 |
| Teenage Mutant Ninja Turtles: Secret History of the Foot Clan Workprint Edition | Твёрдый переплёт | 25 ноября 2014 | Teenage Mutant Ninja Turtles: Secret History of the Foot Clan #1-4 | 296            | 978-1631400896, 1631400894 |

## Реакция

### Отзывы критиков
На сайте Comic Book Roundup серия имеет оценку 8,6 из 10 на основе 22 рецензий. Бенджамин Бейли из IGN дал дебюту оценку 9,1 из 10 и посчитал, что «рисунки Сантолоко фантастичны на протяжении всего выпуска». Его коллега Джои Эспозито оценил второй выпуск в 9 баллов из 10 и похвалил колориста. Грегг Кацман из Comic Vine вручил первому выпуску 5 звёзд из 5 и написал, что поставил бы ему 6 звёзд из 5, если бы это было возможно. Второму выпуску он дал такую же оценку и назвал боевые сцены в нём безумными.

### Продажи
Ниже представлен график продаж комикса за первый месяц выпуска на территории Северной Америки.